# Katia Mann
Katia Mann (született Katharina Hedwig Pringsheim) (Feldafing (München mellett), 1883. július 24. – Kilchberg (Zürich mellett), 1980. április 25.) Thomas Mann felesége és nélkülözhetetlen társa volt egy életen át. Az író neki diktálta leveleit, kéziratait is először Katiának olvasta fel. Róla írta naplójában: K. gyermekeim anyja, házastárs, tanácsadó és gazdasági igazgató. Hat gyermeket nevelt fel. Kiváló háziasszony volt, otthonukban fogadta a barátokat, vendégeket, Mann rajongóit, tisztelőit. Megszervezte életüket az emigrációban is.
Szerzőként a Katia Mann nevet használta,, idővel Frau Thomas Mann-ként is aláírta a nevét, édesanyja, Hedwig Pringsheim naplójában Katja és Kati becenéven emlegette.

## Élete

### Családja, származása
Katia jómódú zsidó családban született. Apai nagyapja, Rudolf Pringsheim, dúsgazdag sziléziai származású vasúti vállalkozó és bányatulajdonos hercegi palotának is beillő hatalmas rezidenciát építtetett Berlinben. A második világháborúban bombatalálat érte, és később lebontották. A rezidencia képeit a Meyers Konversations-Lexikon (1885–90) őrizte meg.

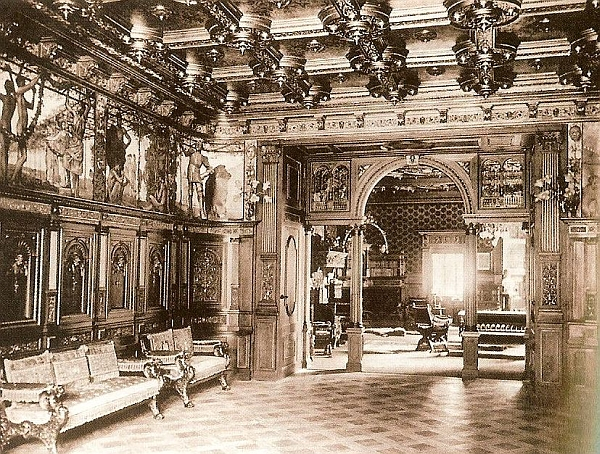
A Pringsheim-palota Münchenben

Apja, Dr. Arthur Pringsheim, a müncheni Lajos–Miksa Egyetem matematika professzora Berlinben és Heidelbergben tanult, majd Münchenben doktorált. A műgyűjtő Pringsheim professzor világhírű majolika gyűjteménnyel dicsekedhetett. A lelkes Wagner-rajongó részt vett a bayreuthi Festspielhaus alapításán, és mecénása lett a fesztiválnak. Édesanyja, Hedwig Dohm színésznő, a meiningeni Udvari színházban játszott házasságkötése előtt. Anyai nagyanyja, Hedwig Schleh pacifista és Németország első női jogharcosa, nagyapja Ernst Dohm, a Kladderadatsch szerkesztője volt. A művelt, liberális gondolkodású Pringsheim házaspár reneszánsz stílusú fényűző rezidenciája München kulturális és művészeti életének egyik központjává vált. Öt gyermekük született: Erik, Péter, Heinz, valamint Klaus és Katja ikerpár.
A jómódú szülők leányuknak is lehetővé tették a tanulást és a művelődést. Katia 1901 júniusában érettségizett magántanulóként a müncheni Wilhelmsgymnasiumban. Ezt követően magántanárok készítették fel az egyetemi felvételi vizsgákra görög, latin, francia, német nyelvekből, történelemből, matematikából, fizikából és vallási ismeretekből. Katia, édesapja írásos hozzájárulásával, 1901-ben miniszteri engedélyért folyamodott, hogy felvételizhessen a Lajos–Miksa Egyetemre. Katia Dr. Röntgennél tanult kísérleti fizikát, művészettörténetet hallgatott, és oroszul kezdett tanulni az egyetem bizantinológusánál. Az 1903/04-es tanévben matematika előadásokra is járt.

### Házassága Thomas Mann-nal

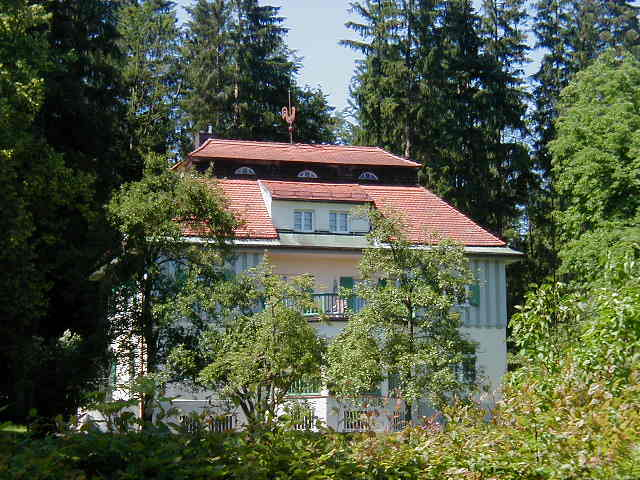
Mannék nyaralója Bad Tölzben

Max Bernstein, a kitűnő jogász, művészet- és színházkritikus, otthonában fogadta München kiválóságait, a Pringsheim családot, Walter Brunót, Olaf Gulbranssont, Klabundot. Max Weber Bernsteinék szalonjában cáfolta Oswald Spengler téziseit. Thomas Mannt, a fiatal lübecki írót is meghívták, aki A Buddenbrook ház-zal kezdett ismertté válni. Klaus Pringsheim, Thomas Mann rajongója mutatta be Katiát az írónak, aki ékesszóló levelekben heves udvarlásba kezdett. Katia sokáig, túl sokáig habozott igent mondani, anyja pszichológus tanácsát is kikérte.
1904 októberében eljegyezték egymást. Mann Heinrich bátyjának írt leveleiben a „jegyesség abszurd időszakáról” írt, a „kötelező látogatásokról, a több száz új ismerősről, az új családba történő beilleszkedés nehézségeiről”. Ugyanakkor előző leveleiben rajongva számolt be a kulturált Pringsheim családról, ahol semmi sem utal a judaizmusra.
1905. február 11-én megtartották a polgári esküvőt. Mann beleegyezett, hogy ne legyen egyházi esketés. A Dohm család már régen megkeresztelkedett, a Pringsheim gyermekek anyjuk hitét követve protestánsok lettek. Alfred Pringsheim egyetemi személyi lapjának „vallása” rovatában izraelita állt. Pringsheimék a közelben béreltek lakást az ifjú párnak. Júniusban kiderült, hogy Katia bátyja, Erik, óriási adósságokba verte magát, ezért apja Argentínába száműzte. 1905. november 9-én megszületett első leányuk, Erika, becenevén Eufra, aki a száműzött báty nevének női változatát kapta, majd 1906. november 18-án első fiúk, Klaus, becenevén Eissi.
1908 őszén felépült nyaralójuk Bad Tölzben, itt töltötték a hosszú nyári hónapokat. Gondtalan, boldog nyaralások időszaka következett. Klaus és Monika felnőttként is élénken emlékeztek erre a rusztikus, de mégis modern házra, a faborítású, szőnyegekkel borított szobákra, a ház körüli hatalmas virágos kertre, ahonnan szép kilátás nyílt a bajor Alpokra. A teniszpályára, a közeli úszómedencére, ahol úszni tanultak. Édesanyjukkal naponta jártak málnázni az erdő szélére. A nyaralót 1917-ben eladták. 1909. március 27-én megszületett Golo (Angelus), 1910. június 7-én pedig Monika, becenevén Mönle. Lakásuk szűknek bizonyult, októberben átköltöztek a Mauerkirchstrasséba.

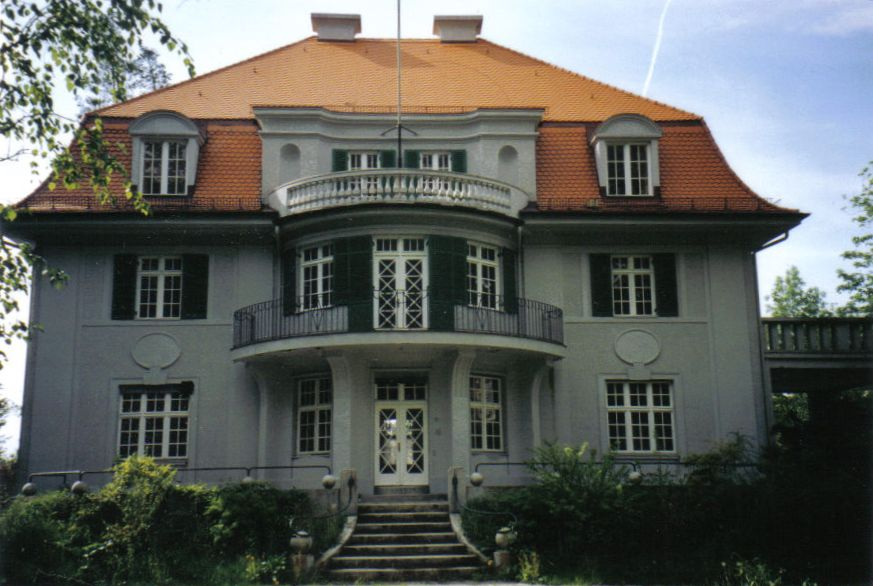
A herzogparki ház a Bavaria Film Studios területén (díszlet)

1911-ben Katiát szűnni nem akaró köhögés gyötörte, amelyet láz is kísért. Bár tüdején nem fedeztek fel elváltozást, magaslati levegőre küldték. 1912-ben márciustól augusztusig Davosban pihent. Mann is eltöltött három hetet az üdülőhelyen. A varázshegy regényébe építette be Katia beszámolóját a davosi szanatórium életéről, betegeiről. 1913-ban Meranóban, 1914-ben pedig Arosában kúrálták ismét Katiát néhány hétig. (1970-ben Dr. Christian Vrichow kijelentette, hogy a jó állapotban megmaradt tüdőfelvételeken nem látott tényleges tuberkulózisra utaló jeleket. Az idős Katia asszony hallani sem akart erről az egykori „téves diagnózisról”, mert azt jelentette volna, hogy A varázshegy nagyrészt orvosi hiba miatt született).
1914 januárjában beköltöztek új, nagy házukba, amely a Herzogparkban, a Poschingerstrassén épült fel. Katia foglalkozott a gyerekekkel, hogy Mann zavartalanul tudjon írni. Bad Tölzben nyaraltak, amikor kitört az első világháború. Katia azonnal telefonált a faluba, és vajat, tojást rendelt, majd lekocsizott a gyerekekkel, és nagy mennyiségű lisztet vásárolt. Később München környékét is bejárta biciklin, és nagy élelmiszercsomagokkal tért haza este fáradtan. Még a tüzelőanyagot is ő szerezte be a szenes embernél. Az elkényeztetett, gazdag polgárlány a háború évei alatt bebizonyította, hogy családjáért kész áldozatot vállalni.
1918. április 24-én megszületett Elisabeth, becenevén Médi, 1919. április 21-én pedig hatodik gyermekük Michael, becenevén Bibi. Erika mellett Médi lett Mann kedvence, Moni féltékeny volt húgára. Az utolsó két szülés után az orvosok ismét pihenést ajánlottak Katiának. 1920 tavaszán és őszén 1–1 hónapot töltött Bad Kohlgrubban, Oberammergauban, illetve az oberstdorfi szanatóriumban.

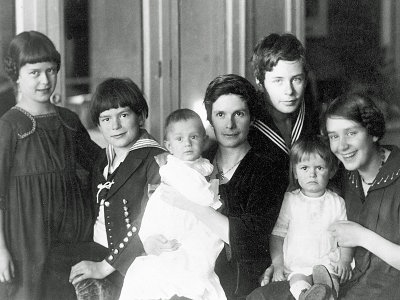
Katia és gyermekei 1919 körül

Katia időnként elkísérte férjét külföldre is. 1911-ben Brioniban és Velencében töltöttek két hónapot, de a kolerajárvány miatt a tervezettnél előbb hazautaztak. 1923 áprilisában Bécsbe, Budapestre és Prágába utaztak, Mann előadásokat tartott. Májusban Spanyolországban jártak a madridi német iskola meghívására. 1929 decemberében Stockholmba utaztak az Irodalmi Nobel-díj átvételére. 1930 tavaszán két hónapot töltöttek Egyiptomban és Palesztinában, ahol Mann a Józsefről tervezett regényéhez gyűjtött helyszíni élményeket és anyagot. 1931 májusában Párizsban jártak, amikor A Varázshegy-et kiadták Franciaországban.
1931-ben, amikor a nacionalizmus felerősödött Németországban, Constanze Hallgarten a német békemozgalom egyik női vezetője felhívást indított az Anyák és Tanítónők Nemzetközi Békeligája német szekciójának megalapítására. Käthe Kollwitz, Gerhart Hauptmann felesége, Elsa Berstein írónő, Dr. Gertrud Bäumer politikus és női jogharcos, Vicki Baum osztrák hárfaművész és író, Prof. Dr. Anna Siemsen pedagógus és politikus mellett Katia is aláírta a felhívó nyilatkozatot Frau Thomas Mann néven.

## Az emigráció évei
Felkérték Mannt, hogy tartson előadást Richard Wagnerről, a nagy német zeneszerzőről, halálának 50. évfordulója alkalmából. Richard Wagner szenvedése és nagysága című tanulmányának végül csak kivonatát mondta el 1933. február 10-én a Lajos–Miksa Egyetem nagy amfiteátrumában. Mann nagy tisztelője volt Wagnernek, méltatta nagyságát, bár nem értett egyet a zeneszerzőnek a művészetekről írt gondolataival, és ellentmondásos személyiségnek nevezte őt. Másnap a holland Wagner-egyesület meghívására Amszterdamba utazott Katiával, ahol február 13-án tartotta előadását. Azután Brüsszel és Párizs következett. A végcél Arosa volt, ahol a téli vakációt töltötték.

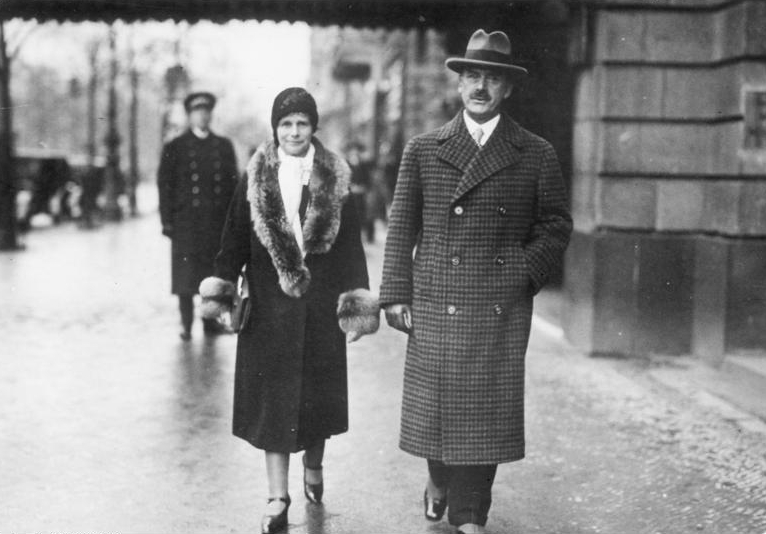
Katia és Thomas Mann Berlinben (1929)

Erika leveleiben beszámolt a zsidók brutális bántalmazásáról, a közvélemény teljes uniformizálásáról, a kritika betiltásáról. 1933 áprilisában a Münchner Neueste Nachrichten lehozta a müncheni zenebarátok kiáltványát, amelyben a város 40 kulturális személyisége tiltakozott Mann Wagner-előadásában elhangzott néhány gondolata ellen. Azzal vádolták az írót, hogy külföldön becsmérlően beszélt a zeneszerzőről. Mann a Vossische Zeitung-ban válaszolt a vádakra. Hedwig virágnyelven írt leveleiben arra intette Katiát, nehogy visszajöjjön a ház miatt, mert előfordulhat, hogy bevonják útlevelét, hogy Mannt hazatérésre kényszerítsék. Erika és Klaus is azt ajánlották, hogy ne térjenek vissza Németországba. Ez az incidens meggyőzte a házaspárt, hogy külföldön maradjon.
Arosa után Lenzerheide, Lugano, Bandol és Sanary-sur-Mer adott otthont számukra. 1933. szeptember 27-én Zürich-Küsnachtba költöztek, ahol villát béreltek, és egy évre szóló tartózkodási engedélyt kaptak a hatóságoktól. Mann dolgozhatott, de Katiának nem volt joga munkát vállalni. Mann nyugalma felborult, nem készültek fel hazájuk elhagyására. Hogy újra nyugodt körülmények között tudjon dolgozni, Katia akcióba lépett. Erika, Golo, Hedwig és a szobalány segítségével Svájcba hozatták a legfontosabb dolgokat. A készülő József és testvérei kéziratát és dokumentációit, Mann titkos naplóját. Óriási szerencséjükre a határon a vámtiszt értékek és pénz után kutatott, érdektelenek voltak számára a különböző irományok. Restaurálás ürügyén kiküldték Mann íróasztalát, az empire stílusú fotelt és a gramofont. Golo pénzt vett fel a bankszámláról, és egy francia barát segítségével sikerült eljuttatnia szüleihez. Hedwig segítségével kihozták a porcelánt, az ezüstneműt, a könyveket, a lemezeket. Azután a hatóságok közölték Pringsheimékkel, hogy tudomásuk van a kb. 40 láda személyes holmi kiviteléről. De ezután már Thomas Mann személyes jelenlétére lesz szükség, ha további ingóságokat szándékoznak kivinni az országból. A házat lepecsételték, és őrizték, a három autót lefoglalták. 1933 októberében a Nemzetiszocialista Német Munkáspárt kisajátította Pringsheimék reneszánsz rezidenciáját, majd lebontották, és pártházat építettek helyére.
1934 májusában először utaztak az Egyesült Államokba. Alfred Knopf kiadó hívta meg a házaspárt, amikor a József és testvérei első kötete megjelent. 1935 nyarán másodszorra keltek át az óceánon. A Harvard Egyetem díszdoktorává avatta Mannt. Június 30-án Franklin D. Roosevelt elnöknél vacsoráztak a Fehér Házban. 1936. október 1-jén Mann, Katia, Golo, Monika, Elisabeth és Michael csehszlovák állampolgárok lettek. December 2-án megfosztották őket német állampolgárságuktól. Klaus és Erika már előbb elvesztették állampolgárságukat, mert „méltatlanul viselkedtek külföldön”.
1937 áprilisában, harmadik amerikai útjuk alatt Agnes E. Meyer amerikai újságírónő riportot készített Mann-nal. Férje, Eugene I. Meyer, a The Washington Post kiadója, a Federal Reserve System elnöke volt 1933 és 1936 között. Arra kérte Mannt, hogy tartson előadást államférfiak és törvényhozók előtt A demokrácia továbbélésének lehetőségéről. Katia asszony levélben küldte el Meyer asszonynak az előadás szövegét. 1938 februárjában kezdte meg Mann amerikai előadókörútját. Tizenöt amerikai városban tartott konferenciát The coming Victory of Democracy címmel, amelyet Agnes Meyer fordított le angolra. Erika ekkor már jórészt az Egyesült Államokban élt, ő tolmácsolt a konferenciákat követő beszélgetéseken, vitákon. Márciusban az Anschluss hírére Mann úgy döntött, hogy elfogadja a Princetoni Egyetem tanári állását, amelyet Meyer asszony szerzett. Szeptemberben Erika és Klaus felszámolták a küsnachti házat, a berendezést hajón szállíttatták az Egyesült Államokba. Katia asszony nagyon jól érezte magát az egyetemi légkörben, Princeton egykori diákéveire emlékeztette. Életre szóló barátságot kötött Allen Shenstone kanadai fizikus, vendégprofesszor feleségével, Molley-val.
A fasiszta Németországból menekülni kényszerülő írók és értelmiségiek levelekkel árasztották el Katia asszonyt, anyagi segítséget kértek a kiutazáshoz. A Franciaországban internált és kiadatással fenyegetett barátok segélykiáltása is eljutott hozzá. Katia asszony levelekben kérte az USA külügyminisztériumát, hogy utasítsa a marseille-i illetve lisszaboni konzulátusokat vízumok kiállítására. Kezeseket kellett keresni, akik közjegyző előtt tettek becsületbeli nyilatkozatot, s akik anyagi segítséget is hajlandók voltak nyújtani. Molley Shenstone rendkívül sokat segített Katiának a levelezésben.
1941-ben lejárt a princetoni szerződés. Mann Kaliforniába vágyott, Princetonban unatkozott, és a tanítás sok idejét vette el. Pacific Palissades-ben (Los Angeles) épült fel házuk. Mann dolgozószobájának ablakából csodálatos kilátás nyílt a Csendes-óceánra. A háború befejeződése után nagyon egyedül maradtak, a gyerekek ritkán jöttek látogatóba. Túl nagy lett a ház számukra. A mccarthyzmussal új korszak kezdődött az Egyesült Államokban. Elmúltak azok az idők, amikor Roosevelt elnök fogadta őket nagy tisztelettel a Fehér Házban.
Vágytak vissza Európába. Erika is egyre nehezebben talált megfelelő munkát.

### Újra Svájcban

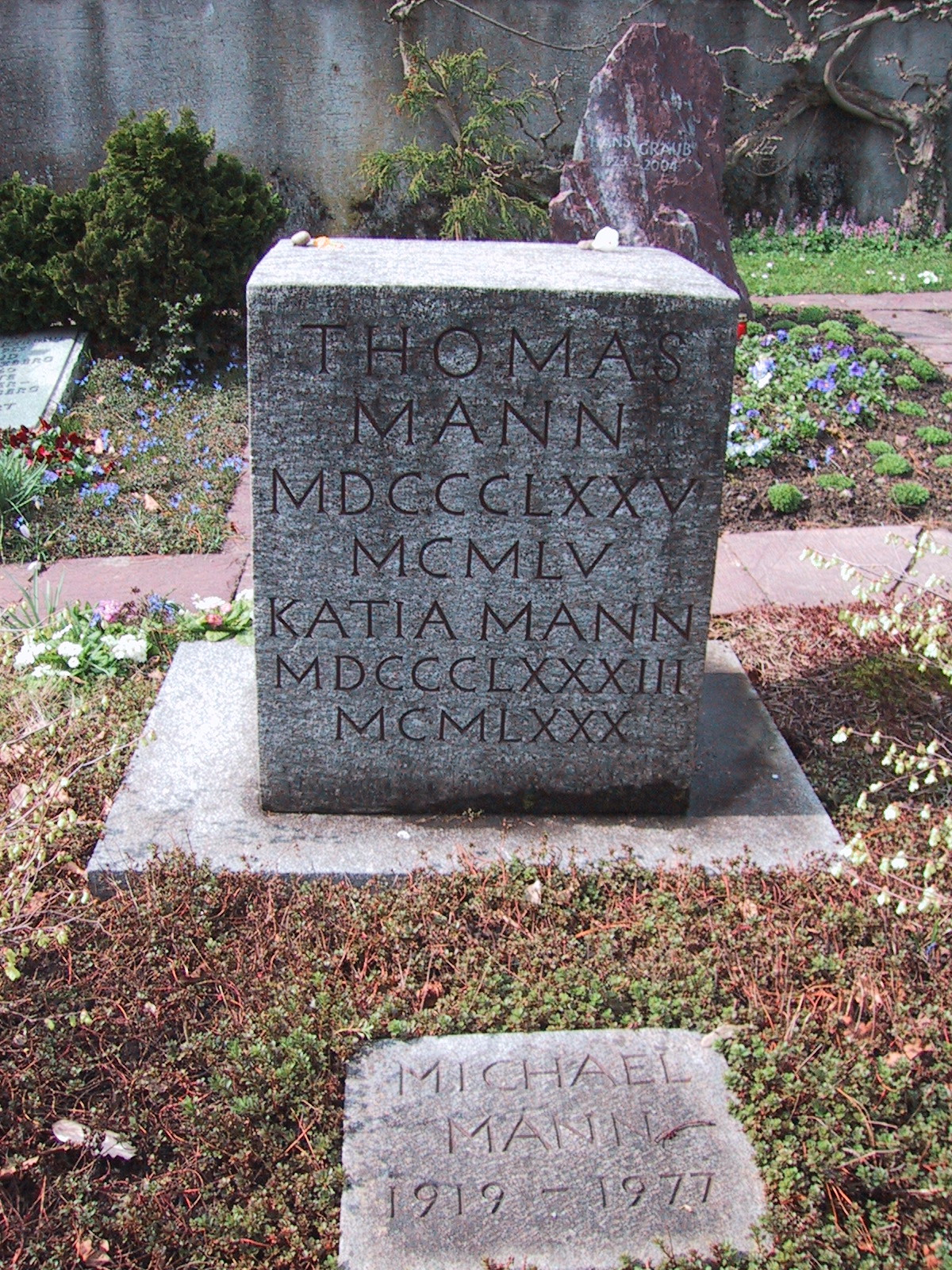
Thomas, Katia és Michael Mann sírja a kilchbergi temetőben

Lassan, észrevétlenül készítették elő visszatelepülésüket. Négy utazást tettek Európában (1947, 1949, 1950, 1951), és 1952-ben végleg Svájcban maradtak. 1954. január 27-én költöztek be a számukra minden szempontból megfelelő házba. Június 6-án ünnepelték Mann 80. születésnapját. Az eseményre eljött Max Petitpierre, Svájc szövetségi elnöke Bernből, és ünnepi beszéddel köszöntötte az írót. Az Eidgenössische Technische Hochschule a természettudományok díszdoktorává avatta Mannt. 1955. július 23-án lábtrombózis tüneteivel vitték az írót kórházba. Állapota javult, de augusztus 12-én súlyos vérkeringési zavarok léptek fel nála, és a hasi aorta szakadása okozta halálát. A kilchbergi temetőben helyezték örök nyugalomra augusztus 16-án.
Katia a temetés után Elisabethhez ment Fonte dei Marmiba. A karácsonyt valamennyien együtt töltötték Kilchbergben. Mann halála után az életrajzírók Katiának küldték el először a kéziratokat. Erika foglalkozott apja irodalmi hagyatékával, sajtó alá rendezte levelezését. Michael visszament az Egyesült Államokba, de fiai Katiánál laktak Kilchbergben.
Erika lábközépcsont törése soha nem jött rendbe, 1960-ban pedig combnyaktörést szenvedett. Állapota nem javult a kórházi és szanatóriumi kezelések ellenére sem. Katia ápolta Kilchbergben. Erika 1969-ben agytumor műtéte után meghalt. 1972-ben Klaus ikerbátyja is meghalt. 1977-ben Michael öngyilkos lett, Elisabeth és Golo eltitkolták édesanyjuk előtt fia halálát. Katja asszony 1980. április 30-án hunyt el otthonában.

## Magyarul
- Megíratlan emlékeim; ford. Gergely Erzsébet; Magvető, Bp., 1976 (Tények és tanúk)